# Kapp Niles
Kapp Niles (Eigenschreibweise: KAPP NILES) ist eine international tätige Unternehmensgruppe im Bereich der Feinbearbeitung von Verzahnungen und Profilen mit dem Hauptsitz in Coburg, Deutschland.

## Geschichte
Im Jahr 1953 gründete Bernhard Kapp, seit 1950 Gesellschafter und Geschäftsführer des Unternehmens Waldrich Coburg, die Maschinenfabrik Kapp & Co. Das Unternehmen startete seine Aktivitäten mit der Weiterführung des Fertigungsprogramms von Holzbearbeitungsmaschinen des Unternehmens COMAG (Coburger Maschinenbau GmbH), deren Anlagen käuflich erworben wurden.
1958 stieg das Unternehmen in den Bau von Werkzeugschleifmaschinen ein. Es wurden Maschinen für das Flächen- und Profilschleifen sowie Fräsmaschinen gebaut. Nach eigenen Angaben entstand bei Kapp 1975 die größte Wälzfräser-Schleifmaschine der Welt. 1977 schied Bernhard Kapp bei Waldrich aus und widmete seine beruflichen Aktivitäten ausschließlich seinem Unternehmen.
Dieses liefert seit den 1980er Jahren Profilschleifmaschinen u. a. für die Flugzeug- und Fahrzeugindustrie sowie für Getriebehersteller weltweit. 1981 wurde die erste abrichtfreie Profilschleifscheibe mit CBN-Technologie entwickelt. In den 1980er Jahren wurden zusätzlich vier Tochtergesellschaften gegründet: KAPP TECHNOLOGIES in den USA, KAPP Technologie in Coburg, Deutschland, KAPPTEC in Brasilien und KAPP JAPAN TECHNOLOGIES in Japan.
1983 trat Martin Kapp in das Unternehmen ein und teilte sich die Geschäftsführung mit seinen Vater Bernhard Kapp und Roman Luft.
Im Jahr 1997 übernahm die KAPP GmbH die Niles Werkzeugmaschinen GmbH in Berlin mit 80 Mitarbeitern. Niles geht zurück auf eine 1898 erfolgte Unternehmensgründung des amerikanischen Werkzeugherstellers Niles Tool Works und hatte Schleifmaschinen für große Verzahnungen im Portfolio. 2006 wurde die KAPP ASIA TECHNOLOGIES (JIASHAN) in der Volksrepublik China gegründet.
Zum 1. April 2017 wurde das Unternehmen Kapp Niles Metrology GmbH Teil der Kapp Niles Unternehmensgruppe. Das Unternehmen entwickelt, produziert und vertreibt Messmaschinen, Messgeräte und zugehörige Dienstleistungen, insbesondere für die Qualitätskontrolle von Verzahnungen und Profilen.
2020 eröffnete die Kapp Niles Unternehmensgruppe neue Niederlassungen in Ramos Arizpe, Mexico und Bangalore, Indien.
Im Jahr 2021 wurde BITEK s.r.l. a Socio Unico als Vertriebs- und Serviceniederlassung, Italien, in die Kapp Niles Unternehmensgruppe aufgenommen.
Martin Kapp verabschiedete sich zum 1. Juli 2021 aus der Unternehmensleitung. Seine Söhne Michael und Matthias Kapp setzen seitdem die Familientradition fort und verstärken mit Michael Bär die Geschäftsführung. Zu dieser gehörte von 2004 bis 2024 Helmut Nüssle. Martin Kapp wechselte in den Beirat und hat dort den Vorsitz.
2025 fertigt der Unternehmensverbund weltweit mit rund 1000 Mitarbeitenden Werkzeugmaschinen zur Hartfeinbearbeitung von Verzahnungen und Profilen sowie die dazugehörigen Werkzeuge und Messmaschinen. Mit den Lösungen von Kapp Niles können Außen- oder Innenverzahnungen sowie Profile für Fahrzeug-, Luftfahrt- und Kompressor-Industrie, Antriebstechnik, Energie- und Windkraft, Bahntechnik, Rohstoffgewinnung und den Schiffsbau hochpräzise geschliffen und gemessen werden.

## Standorte

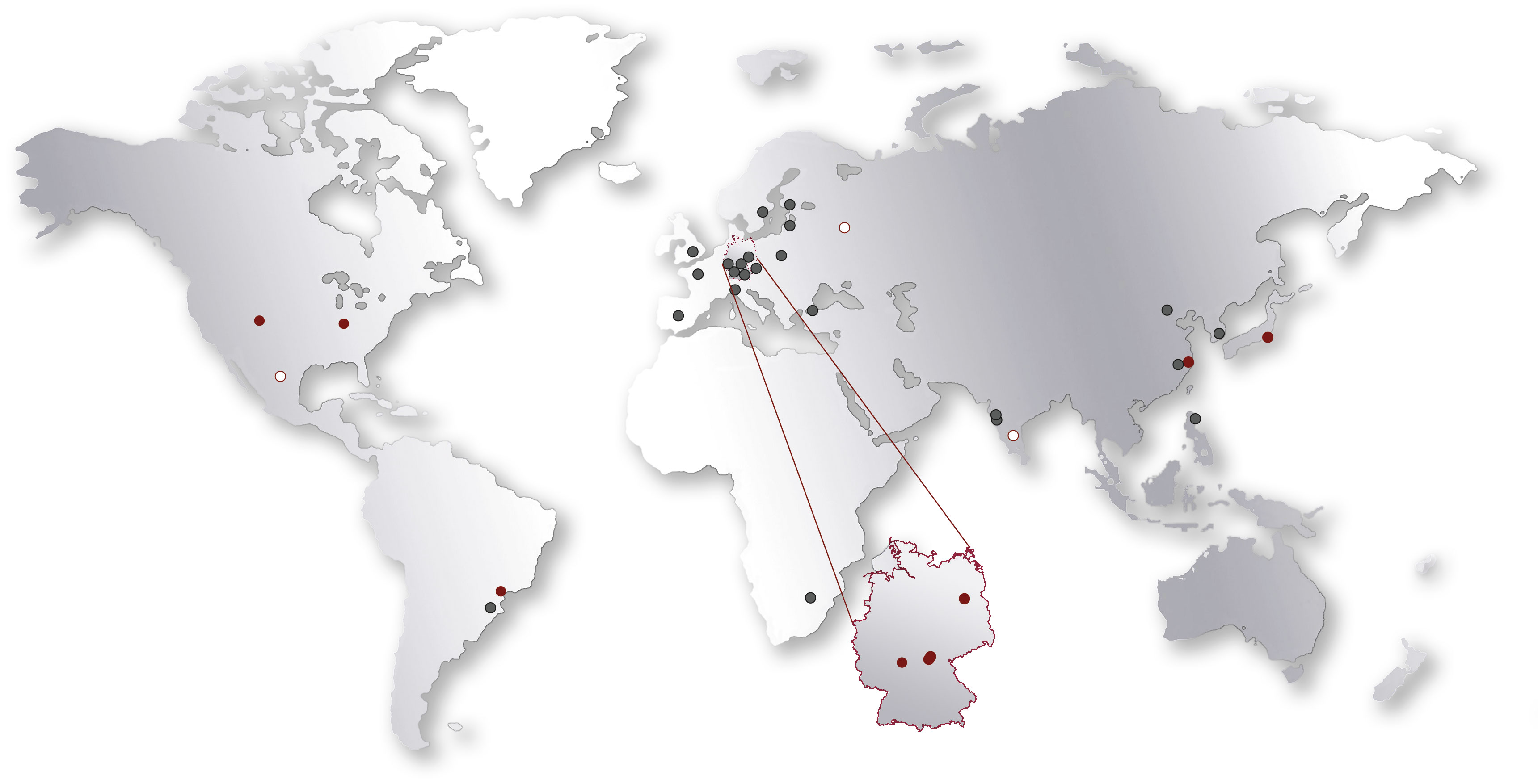
Standorte von Kapp

Die Zentrale liegt in Coburg in Oberfranken. Weitere deutsche Standorte befinden sich unter anderem in Berlin und Großostheim. Insgesamt unterhält die Kapp Niles Unternehmensgruppe weltweit 12 Standorte, davon 9 Produktionsstandorte.

## Produkte
Kapp Niles ist Partner für Unternehmen zahlreicher Branchen in den Sparten Mobilität, Automatisierung und Energie. Die Produktpalette umfasst:
- Wälz(Profil)-Schleifmaschinen
- Profilschleifmaschinen
- Werkzeuge (Abrichtwerkzeuge, Schleifwerkzeuge)
- Messmaschinen, Messtechnik
- Serviceleistungen
- Digitalisierung